# موساشی (مجموعه تلویزیونی تایگا)
موساشی (به ژاپنی: 武蔵 MUSASHI) نام یک مجموعه تلویزیونی تاریخی و چهل و دومین سری از فیلم‌های مجموعه تلویزیونی تایگا است. این مجموعه توسط ان‌اچ‌کی در سال ۲۰۰۳ میلادی ساخته شده است. این مجموعه از زندگی میاموتو موساشی (تولد حدود ۱۵۸۴– مرگ ۱۳ ژوئن ۱۶۴۵ میلادی) شمشیرزن نامدار اساس گرفته است. در این مجموعه نقش شخصیت اصلی این داستان میاموتو موساشی (شینمن تاکه‌زو)، توسط ایچیکاوا ابیزو سیزدهم ایفا شده است.
داستان بر اساس رمان موساشی اثر ایجی یوشیکاوا است. این چهارمین باری بود که رمان یوشیکاوا در مجموعه تلویزیونی تایگا اقتباس می‌شد و اولین بار پس از تایهیکی (مجموعه تلویزیونی تایگا) در سال ۱۹۹۱ بود. ایچیکاوا ابیزو سیزدهم از سال ۱۹۹۴ که در هانا نو ران ظاهر شد، نقش اصلی را بازی کرد. شین‌ایچی تسوتسومی نقش دوست دوران کودکی موساشی، «هون‌ایدن ماتاهاچی»، ریوکو یونه‌کورا در نقش، «اوتسو» معشوقه و دوست دوران کودکی او، ماتسوئوکا ماساهیرو عضو توکیو (گروه)، در نقش دشمن اصلی او کوجیرو ساساکی، و یوکی ناکاما در نقش معشوق کوجیرو، «کوتو»، که در ابتدا نیز این نقش را بازی کرد، بازی خواهد کرد. ری میازاوا نقش «اوشینو» را بازی کرد که پس از مرگ «کوتو» در نقش معشوق کوجیرو بازی کرد. کی‌ایچی ناکای در نیمه دوم در نقش دشمن «مونه‌نوری یاگیو»، بازی کرد. علاوه بر این، توشیو کاماتا برای نوشتن فیلمنامه و انیو موریکونه برای ساخت موسیقی دعوت شدند. اجرای تاکشی کیتانو، که اولین حضور او در یک درام تایگا بود، توجه بسیاری را به خود جلب کرد، اما امتیاز بینندگان پس از نیمه اول کاهش یافت. میانگین نرخ بیننده: ۱۶٫۷٪، حداکثر نرخ بیننده: ۲۴٫۶٪ (نرخ بیننده بر اساس منطقه کانتو است که توسط ویدئو ریسرچ تحقیق شده است)